# Kurt Breysig
Kurt Breysig, född 5 juli 1866 i Posen, Kungariket Preussen, död 16 juni 1940 i Bergholz-Rehbrücke, var en tysk historiker och sociolog.
Breysig var professor i Berlin. Han utgick i sin forskning från Karl Lamprechts historiska metodlära med dess starka påverkan av naturvetenskapligt förfaringssätt. På grundval av ett omfattande historiskt erfarenhetsmaterial försökte han uppställa allmänna lagar för de sociala och kulturella utvecklingsprocesserna. Han närmade sig härigenom den "kulturmorfologiska" riktningen, företrädd av historiker som Ferdinand Georg Frobenius och Oswald Spengler.
Bland hans viktigaste arbeten märks Geschichte der brandenburgischen Finanzen 1640-48 (1895) och Kulturgeschichte der Menschheit (1907).